# Municipio de Calera
El municipio de Calera es uno de los 58 municipios del estado mexicano de Zacatecas. Su cabecera es la localidad de Víctor Rosales, popularmente conocida con el mismo nombre del municipio, Calera. Además, es el quinto núcleo más poblado del estado.

## Demografía
El municipio de Calera, de acuerdo con el Censo de Población y Vivienda de 2020, realizado por el Instituto Nacional de Estadística y Geografía, tiene una población total de 45 mil 759 habitantes: 22 mil 579 son hombres y 23 mil 180 mujeres.

### Localidades
El municipio de Calera tiene un total de 98 localidades. Las principales, según el número de habitantes en 2020, son las siguientes: 
| Localidad                         | Población |
| Total Municipio                   | 45 759    |
| Víctor Rosales                    | 38 193    |
| Ramón López Velarde (Toribio)     | 5 993     |
| Río Frío                          | 551       |
| Nueva Colonia Francisco I. Madero | 192       |
| Nueva Alianza (Ñates)             | 116       |

## Geografía
El municipio de Calera, cuya cabecera municipal es la ciudad de Víctor Rosales, está ubicado en la región central del estado de Zacatecas, al sur del trópico de cáncer, a los 23° 27´ 02” latitud norte y a los 102° 55´ 10” longitud oeste del meridiano de Greenwich. Cuenta con una extensión territorial de 389 km². Este municipio colinda: al norte con Enrique Estrada y Fresnillo y al poniente con Fresnillo y Jerez.

## Nombre
Los nombres de los pueblos nacen muchas veces de un punto de referencia, que confirma y afirma una tradición. El nombre de Calera surgió de una actividad que ahora parece leyenda. En la Geografía del Estado de Zacatecas de Elías Amador, editada en 1894, alterna en sus datos sobre el pequeño municipio los nombres de Calera y La Calera. Por decreto oficial de enero de 1901 le agregaron el nombre del benemérito de la patria y queda como Calera Víctor Rosales. El 11 de noviembre de 1964, al actualizar la constitución política del estado, queda establecido que el municipio se llamará Calera y la cabecera Víctor Rosales. Notifican al ayuntamiento esta modificación el 6 de julio de 1966.

## Información general
Actualmente, es uno de los municipios más progresistas del estado, siendo éste también de los de mayor crecimiento poblacional. Es el único municipio que cuenta con las tres principales vías de comunicación, ferrocarril, autopista y aeropuerto.
Es un municipio en la que las ocupaciones principales son: ganadería, agricultura, comercio, industria y/o servicios. 

Es uno de los municipios con mayor democracia latente, pues la alternancia política ha permitido que en los últimos 15 años hayan gobernado los tres principales partidos y tres coaliciones: de 1995 hacia atrás gobernó el PRI y de 1995 a 1998 el PAN.
Y, posteriormente:
1998-2001 PRD
2001-2004 PAN
2004-2007 Coalición (Conformada por PRI, PVEM, PT)
2007-2010 Coalición (Conformada por PRD, PT, CONVERGENCIA).

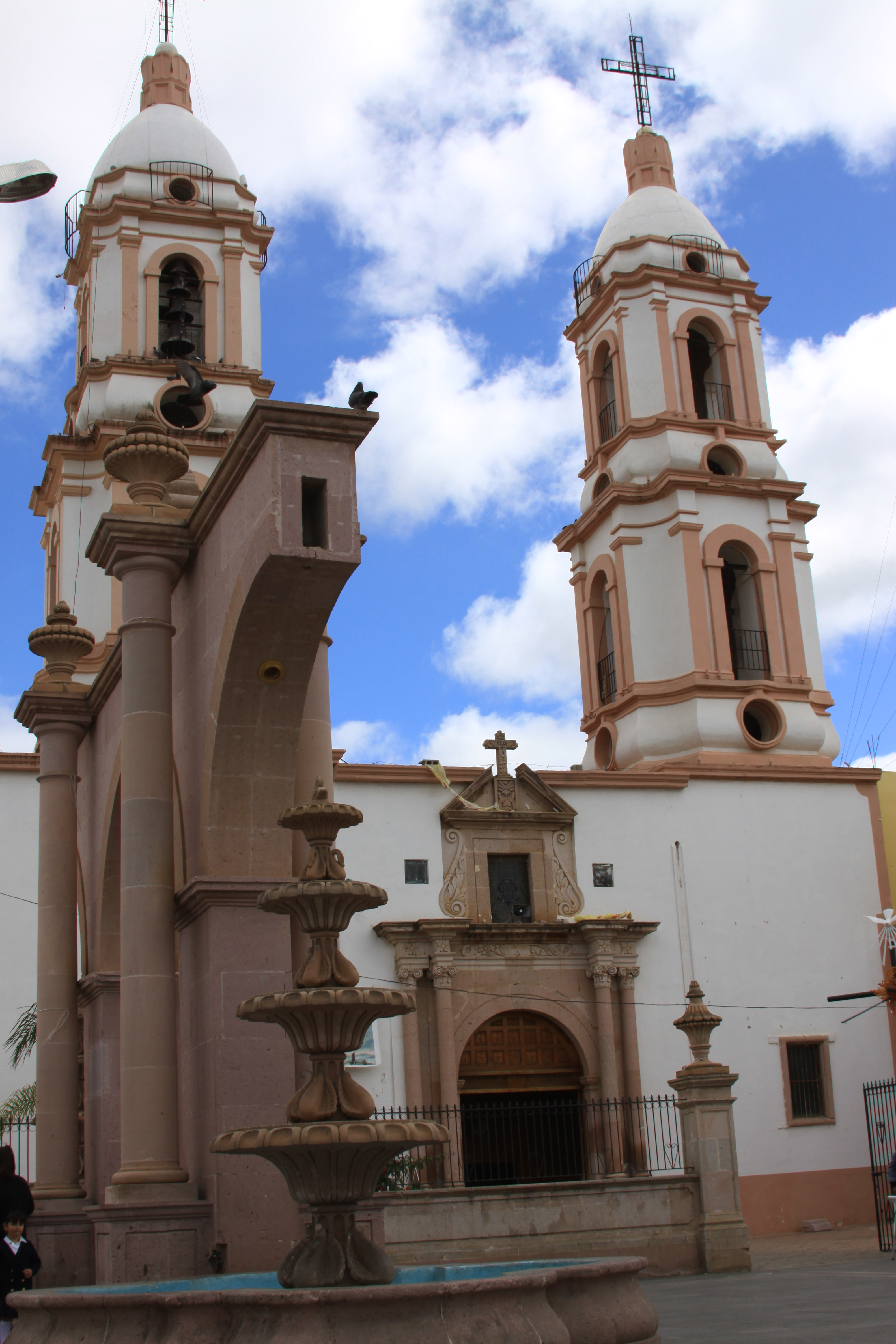
Parroquia de Nuestro Señor del Consuelo

2010-2013 Coalición (Conformada por PRI, PVEM, PANAL)
2013-2016 PRI
2016-2018 Coalición PAN-PRD
2018-2021 Coalición PAN-PRD-Movimiento Ciudadano
2021-2024 Presente Coalición PAN-PRI-PRD.
Su población, en su gran mayoría, practica la religión católica; en el territorio municipal tienen asentamiento varias parroquias.  Su feria regional se realiza en mayo en honor al Señor del Consuelo, santo patrón del municipio, siendo estas fiestas religiosas las de más tradición en la cabecera municipal.
Calera fue decretado municipio a recomendación del Lic. Benito Juárez, a su paso por estas tierras, cuando luchaba por la República.
Fue en Calera donde Pancho Villa durmió y ultimó los detalles de la Toma de Zacatecas.
La denominación "Calera", propia del municipio, surge de la tradición oral que sugiere que en la época de la Colonia los yacimientos de cal eran abundantes en la región. La explotación de cal estaba destinada a la construcción de edificios en la Muy Noble y Leal Ciudad de Nuestra Señora de los Zacatecas (hoy sólo  Zacatecas, capital del estado homónimo), entre las que destaca la Catedral, Patrimonio Cultural de la Humanidad según la Unesco.

## Industria
Empresas en el Parque Industrial de   Calera
Nombre, giro y productos
- Cesantoni S.A. de C.V.,	Manufacturas,	Recubrimientos y losetas cerámicas
- Envases y Tapas Modelo S.A. de C.V., Manufactura,s	Envases y Tapas de Aluminio
- JUVASA Servicios, S.A. (Jugos del Valle),	Alimenticio, Pulpas, Jugos y Néctares
- Hielo y Agua purificada Las Cumbres, Manufacturas, Hielo y agua purificada
- Tuberías y Ademes de Calera,	Manufacturas, Tuberías de acero
- Centro de Servicios Generales al Empresario,	Servicios,	Servicios de transporte
- Postes y Precolados Industriales S.A. de C.V.,	Manufacturas, Productos pre construidos
- Aceros Centro Tello S.A. de C.V., Comercio,	Aceros, materiales y artículos eléctricos
- Deshidratadora Víctor Rosales Morelos SPR de R.L.,	Manufacturas,	Chile deshidratado

Empresas en el Parque Industrial SUMAR I (Calera)
Establecidas
Nombre, giro y productos
- Koide México S.A. de C.V.,	Manufactura, Tubería de acero de alta precisión
- JOHNSON Electric,	               Automotriz, Micromotores, Dispositivos médicos, Herramientas eléctricas.
- Triumph Group, Aeroespacial, Sistemas de frenos
- PPINSA,	                               Construcción, Postes para alumbrados públicos y registros para drenaje

A establecerse
- NAGAKURA Mtg. Co. Ltd.,      Automotriz,	Válvulas y pistones
- LASEC,	                               Software,	            Telecomunicaciones
- Atlas Copco,	                       Comercio,	            Implementos maquinaria pesada para minería
- México KCF,	                       Automotriz,	    Piezas de metal forjado en frío
- FL Smith,	                              Comercio,	            Maquinaria pesada para minería
- Murakami,	                      Automotriz,	    Espejos
- Yulchon México,                   Manufactura,	    Cilindros de gas, hidráulicos. Amortiguadores Automotrices
- Atlas Copco Mexicana,         Comercio,	            Compra y venta de maquinaria, equipo y refacciones

Empresas en Calera fuera de éstos parques industriales
- Grupo Modelo,      Manufacturas,   Cerveza
- CO Foundation, Manufactura, Lencería

## Personajes ilustres
- Don Ezequiel A. Dueñas (1859-1957), poeta, historiador y periodista calerense.
- Susana González, actriz y modelo, En 1996 recibe su primera oportunidad para participar dentro de la telenovela, Sentimientos ajenos.
Su primer protagónico le llegó con Entre el amor y el odio al lado de César Evora en el 2002, su desempeño la hizo merecedora del TVyNovelas a la actriz revelación de ese año; después vinieron papeles protagónicos en producciones como Velo de novia, El amor no tiene precio y la telenovela de época Pasión.
También ha participado en las películas, Cicatrices, Al otro lado, El medallón, Los sin nombres, Atómica y, en las series de televisión, Mujeres asesinas y Los simuladores.
Durante 2009 viajó para Argentina a integrar la telenovela Los exitosos Pérez.
- José Ramírez Guerrero, escritor y guionista, nace el 16 de julio de 1912  y muere en México, D.F. el 13 de enero de 1975. Publica las novelas "El Fugitivo de San Juan de Ulúa" el 15 de enero de 1963 y en abril de 1964  "El Libro Sin Nombre", Ambas obras reflejan su gran sentido humanista. Algunos de los pasajes  se desarrollan, entre otros lugares en Zacatecas y Calera.
Se cuentan entre su obra inédita, alrededor de diez novelas, así como argumentos cinematográficos. "Los Trabajadores de Ultratumba", "Las Noches de Jacob", "El Padre Gabriel", "El Organillero", "El Buril del Diablo", "La Oración de la Tarde", etc.
De Calera su familia se traslada a radicar a Torreón , Coah. donde sa casa con María del Refugio García Dugay en 1943, con quien procrea siete hijos.
Por su actividad Misionera en la Iglesia "Adventista del Séptimo Día" entre 1944 y 1956 radica en diversas ciudades de la República, razón que le permite realizar una gran labor filantrópica.
- Jose Correa Reveles, pintor artístico.